# 李赣
李赣（1990年10月7日—），网名李老八、电竞李伯清、任冲、李老八已婚、ligansss，江西浮梁人，生於四川成都，中国大陆英雄联盟游戏主播，成都带象文化传媒有限公司创始人及董事长。 

## 简介
李赣最初在百度贴吧黑WE吧受到關注，其后制作“国服第一开发师”系列视频在Acfun、bilibili拥有人气，该系列视频以开发各种英雄的奇特玩法为主要内容。
李赣最早在Acfun生放送进行直播，之後到斗鱼TV进行游戏直播。在获得斗鱼TV给出的近300万人民币的年薪后，于2015年9月1日创立“抽象工作室”，与于超、阿不多、孙笑川等人在直播间进行24小时直播。半年后，阿不多和于超离开抽象工作室。2017年9月，孙笑川离开抽象工作室。
2017年6月18日，李赣在直播中接到法轮功宣传电话，接听十几秒后改为免提。在超级管理员到达直播间后，李赣拨打举报电话对该宣传电话进行举报，并直播捐款1000元。几分钟后，李赣的直播间被永久封禁。被斗鱼永久封禁后，11月20日，李赣在Twitch中文台直播《绝地求生》。
2017年11月25日，李赣就「电话接听」事件发表道歉声明，并解释是自己听力问题而打开免提，并于11月29日声称不会再进行游戏直播。
在陈一发儿不当言论事件后，斗鱼TV开展主播爱国教育培训，30多名主播参加此次培训，其中包括李赣。2018年8月21日，李赣在斗鱼TV重新开播。
李赣现今在bilibili担任节目《地上足球》主持人。在该节目中，李赣因其激烈的言辞，特别是对阿根廷运动员梅西的不断苛责以及对葡萄牙C罗的极度吹捧而获得关注。批评者认为，李赣此举只是譁眾取寵、博人眼球。
在2024年梅西缺阵香港表演赛事件爆发之后，李赣连续发布视频指责梅西并缔造了里奥哟西这个网络梗。

## 註解
1. ↑  即“6324”。
2. ↑  斗鱼TV的“超级管理员”是隶属于平台的管理员，拥有将直播间关闭和封禁的权限。